# 石井百合子
石井百合子（日语：／ Ishii Yuriko），日本女性動畫師、人物設計師。

## 來歷、人物
在就讀職業學校期間，她進入伽藍並開始擔任動畫師。加入M.S.C時，她師從關口可奈味。有一段時間，她以P.A.WORKS為活動基地。
她引用《NINKU -忍空-》作為一部對本身有影響的動畫。

## 參加作品

### 電視動畫
1999年
- 此時此刻的我（動畫）

2001年
- PaRappa the Rapper（日语：パラッパラッパー）（原畫）
- 魔力女管家（原畫）

2002年
- 我們這一家（原畫）
- 真·女神轉生D 惡魔之子 光之書與闇之書（—2003年，原畫）

2004年
- 認真地不認真的怪傑佐羅力（—2005年，作畫監督)

2005年
- 絕對少年（原畫）
- BLOOD+（—2006年，原畫、OP3原畫）

2006年
- 櫻蘭高校男公關部（原畫）
- 獸爪（日语：ケモノヅメ）（原畫）

2007年
- 新勇者萊汀（日语：REIDEEN）（原畫）
- DARKER THAN BLACK -黑之契約者-（作畫監督、原畫）
- 電腦線圈（原畫）

2008年
- 女神異聞錄 ～三位一體之魂～（人物設定、總作畫監督、作畫監督、OP1作畫監督）
- SOUL EATER（—2009年，原畫、OP2原畫）
- 神薙（原畫）

2009年
- CANAAN（作畫監督、原畫、OP原畫）
- DARKER THAN BLACK -流星之雙子-（作畫監督、原畫）

2010年
- Angel Beats！（作畫監督）
- STAR DRIVER 閃亮的塔科特（—2011年，作畫監督）

2011年
- 花開物語（主要動畫師、作畫監督、作畫監督補佐、原畫、OP2作畫監督、ED1作畫監督、OP1原畫）

2012年
- Another（人物設定、總作畫監督、作畫監督、OP作畫監督、ED分鏡&演出&作畫）
- TARI TARI（OP原畫）
- 夏雪之約（原畫）

2013年
- 來自風平浪靜的明日（—2014年，人物設定、總作畫監督、作畫監督、原畫、OP1作畫監督、ED1作畫監督、ED2作畫監督）

2014年
- GLASSLIP（OP原畫）
- 白箱（—2015年，總作畫監督補佐、原畫）

2016年
- 黑骸（人物設定、總作畫監督[1]、作畫監督）

2020年
- 高校之神（總作畫監督、作畫監督）
- 體操武士（作畫監督）

### 電影動畫
1999年
- 超級娃娃戰士★莉卡：麗佳絕體絕命！奇蹟的娃娃騎士（動畫）

2002年
- 蠟筆小新：風起雲湧 壯烈！戰國大會戰（原畫）

2003年
- 蠟筆小新：風起雲湧 光榮燒肉之路（原畫）

2004年
- 蠟筆小新：風起雲湧！夕陽下的春日部男孩（原畫）

2007年
- 河童之夏（原畫）

2013年
- 劇場版 花開物語 HOME SWEET HOME（主要動畫師、作畫監督、原畫）

2018年
- 道別的早晨就用約定之花點綴吧（人物設定、總作畫監督）

2023年
- 愛麗絲與特蕾絲的虛幻工廠（人物設定、總作畫監督）

### OVA
2003年
- 熱帶雨林的爆笑生活FINAL（—2004年，作畫監督、原畫）

2006年
- 網球王子 全國大會篇（—2008年，原畫、OP1原畫、OP2原畫）
- 攻殼機動隊 S.A.C. Solid State Society（原畫）

2010年
- DARKER THAN BLACK -黑之契約者- 外傳（作畫監督、作畫監督協力、原畫）

2014年
- TARI TARI（原畫）

### PV
2014年
- Under the Dog（日语：Under the Dog）（原畫）

### 遊戲
2009年
- 雷頓教授與魔神之笛（原畫）

## 相關項目
- 關口可奈味—石井的師從。
- 日本動畫師列表（日语：アニメ関係者一覧）

## 外部連結
- （日語）